# Янбу-эль-Бахр
Я́нбу-эль-Бахр, Я́нбу (араб. ينبع البحر‎) — город на западе Саудовской Аравии. Крупный нефтеналивной порт на Красном море. Несколько параллельных нефтепроводов и газопроводов соединяют город с районами добычи у берегов Персидского залива. Несколько крупных предприятий нефтеперерабатывающей и нефтехимической промышленности. Завод по опреснению морской воды. Торговый порт. Военно-морская база. Аэропорт. Современные автострады соединяют город с другими районами Саудовской Аравии.
Население — 299 526 человек (2010).

## История
На протяжении первого тысячелетия до нашей эры город был центром на караванном пути из Йемена по которому в Средиземноморье доставлялись благовония.
Позже город стал важным портом для мусульманских паломников в Медину (170 км восточнее) и Мекку (370 км юго-восточнее).
Входил в Османскую империю.
После Первой мировой войны в составе независимого арабского государства Хиджаз. После объединения последнего с Недждом — в составе Саудовской Аравии.
В 1975 году выбран правительством для строительства современного индустриального центра.

### Губернаторы города
- 1926—1928 гг. Ибрахим бин Абд ар-Рахман ан-Нашми